# Рейчъл Лий Кук
Рейчъл Лий Кук (на английски: Rachael Leigh Cook) е американска актриса.

## Филми
- 1995 – „Клубът на гувернантките“
- 1995 – „Том и Хък“
- 1996 – „Микробусът“
- 1998 – „Целувката“
- 1999 – „Тя е върхът“
- 2000 – „Законът на Картър“
- 2000 – „Батман от бъдещето: Завръщането на Жокера“
- 2001 – „Антитръст“
- 2001 – „Фризьори“
- 2001 – „Тексаски рейнджъри“
- 2003 – „Прецакан“
- 2003 – „Голямата пустота“
- 2003 – „В 11:14 вечерта“
- 2004 – „Престъпление по американски“
- 2004 – „Непокорните“
- 2007 – „Нанси Дрю“
- 2008 – „Квартирантът“

## Сериали
- 1997 – „Истински жени“
- 1999 – „Кръгът на Доусън“
- 2005 – „Някога на запад“
- 2005 – „Лас Вегас“
- 2008 – 2010 – „Осмо чувство“
- 2012 – 2015 – „Възприятие“